# 미스코리아 세종-충북
미스 충북은 1972년부터 시작된 미스코리아의 충청북도, 세종특별자치시 지역 대회이다. 진, 선, 미 입상자에게는 본선에 진출을 할 수 있는 기회가 주어진다.

## 입상자
| 연도   |        | 진 (眞)         | 선 (善)                  | 미 (美) |
| ------ | ------ | --------------- | ------------------------ | ------- |
| 1972년 | 곽형애 | 서정란          |                          |         |
| 1973년 | 김진이 |                 | 박혜순                   |         |
| 1974년 | 안명숙 | 권상순          | 이은희                   |         |
| 1975년 | 유경숙 | 윤성아          | 권순옥                   |         |
| 1976년 | 김은주 | 김옥순          |                          |         |
| 1977년 | 조수진 | 오경숙          | 김영숙                   |         |
| 1978년 | 최춘식 | 이재희          | 최주희                   |         |
| 1979년 | 이미옥 | 이주연          | 김미란                   |         |
| 1980년 | 전영희 | 이주연          | 김인제                   |         |
| 1981년 | 이경숙 | 손영순          | 오혜경                   |         |
| 1982년 | 박미화 | 박경희          | 임현숙                   |         |
| 1984년 | 남미향 | 김진옥          | 박미옥                   |         |
| 1985년 | 김난영 | 홍영임          | 노수란                   |         |
| 1986년 | 이찬휘 | 장지순          | 윤희정                   |         |
| 1987년 | 이지연 | 유인미          | 노정희                   |         |
| 1988년 | 김희정 | 박은아          | 이미영                   |         |
| 1989년 | 나규은 | 이선영          | 김혜정                   |         |
| 1990년 | 설은재 | 홍영숙          |                          |         |
| 1991년 | 김미정 | 최성심          | 곽천순                   |         |
| 1992년 | 유수정 | 이수연          | 김희정                   |         |
| 1993년 | 김영아 | 육임순          | 임현주                   |         |
| 1994년 |        | 황윤경          | 김태윤                   |         |
| 1995년 | 김민정 | 송수영          | 이미경                   |         |
| 1996년 | 권민중 | 손상미          | 신지영                   |         |
| 1997년 | 조현정 | 박정옥          | 이민희                   |         |
| 1998년 | 양소현 | 조은래          | 이정민                   |         |
| 1999년 | 최선화 | 윤혜진          | 홍민경                   |         |
| 2000년 | 김미성 | 김유미          | 조미희                   |         |
| 2001년 | 박근정 | 이지은          | 이유미                   |         |
| 2002년 | 김연수 | 이영숙          | 최은중                   |         |
| 2003년 | 김아나 | 호채은          | 이혜련                   |         |
| 2004년 | 조성은 | 정경진          | 김경선                   |         |
| 2005년 | 이경은 | 주혜진          | 서혜화                   |         |
| 2006년 | 장윤서 | 박슬기          | 신경아                   |         |
| 2007년 | 강예솔 | 전소민          | 송명희                   |         |
| 2008년 | 정빛나 | 정홍주          | 서정효                   |         |
| 2009년 | 원종빈 | 이예은          | 신현아                   |         |
| 2010년 | 홍태영 | 안다혜          | 양현정                   |         |
| 2011년 | 홍다현 | 김다혜          | 이보혜                   |         |
| 2012년 | 이주원 | 임지혜          | 박시내                   |         |
| 2013년 | 임한경 | 김민주          | 조하영                   |         |
| 2014년 | 김희진 | 주혜리          | 하우리                   |         |
| 2015년 | 연서영 | 김정진          | 이윤정                   |         |
| 2016년 | 유지현 | 홍지은          | 손지현                   |         |
| 2017년 | 변준영 | 변성혜          | 최은경                   |         |
| 2018년 | 신민지 | 김현아          | 안수빈                   |         |
| 2019년 | 김단아 | 이현경 · 김이현 | 윤라엘 · 박예림 · 박지혜 |         |
| 2020년 | 박나연 | 최정윤          | 정다영 · 이원종          |         |
| 2021년 | 김연수 | 이유정          | 김은지                   |         |

- 1983년에는 미스 충북을 선발하지 않았다.
- 2015년부터 세종특별자치시와 통합하여 선발하였다.
- 2018년에는 세종특별자치시가 제외되었다.
- 2019년부터 대전, 충남 대회와 통합하여 선발하였다.
- 2021년에는 세종, 충북과 통합하여 미스 대전-세종-충청을 선발하였다.

## 역대 참가자 사진

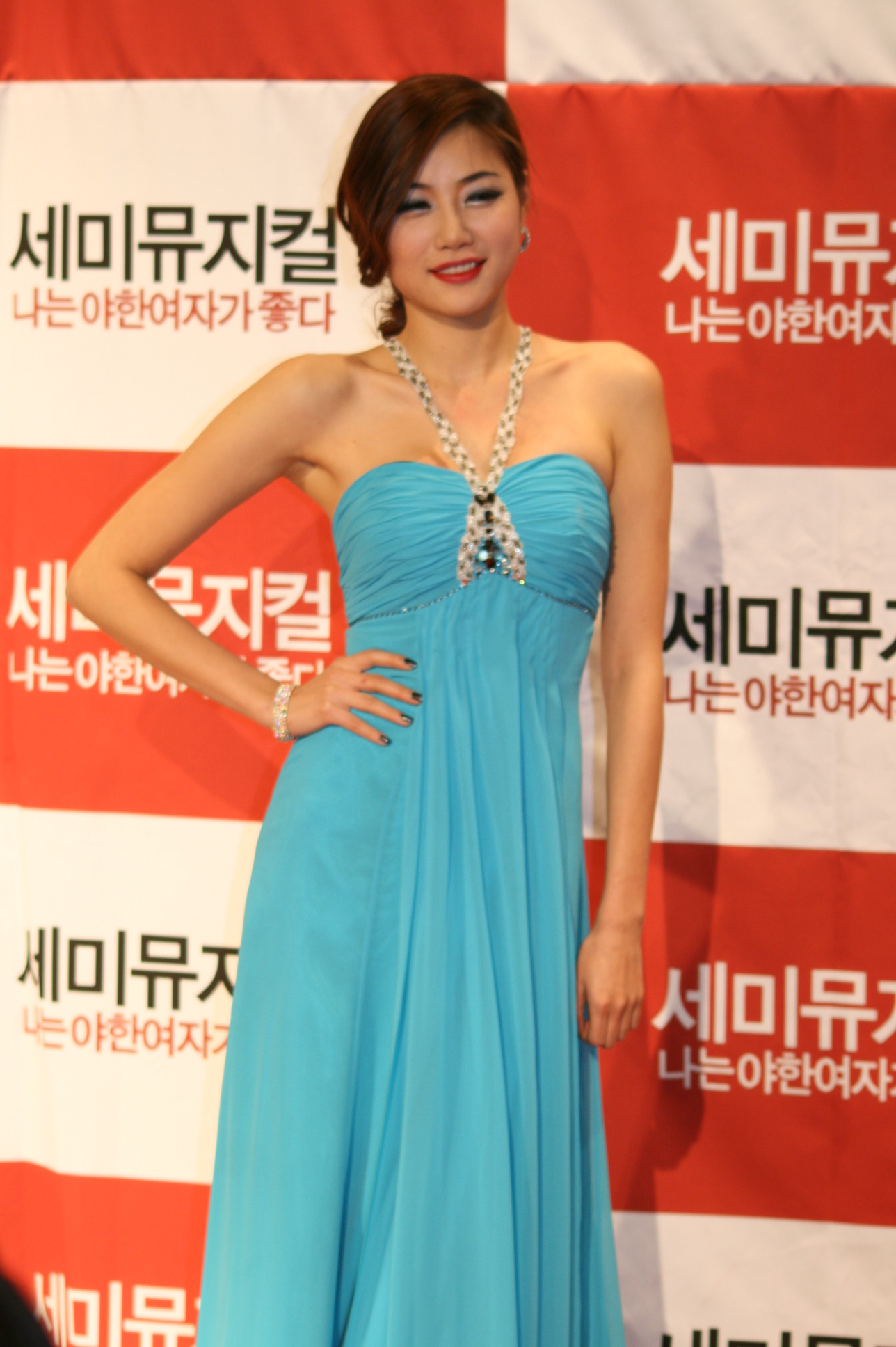
2006년 미스 충북 충북일보 차수정(최현경)
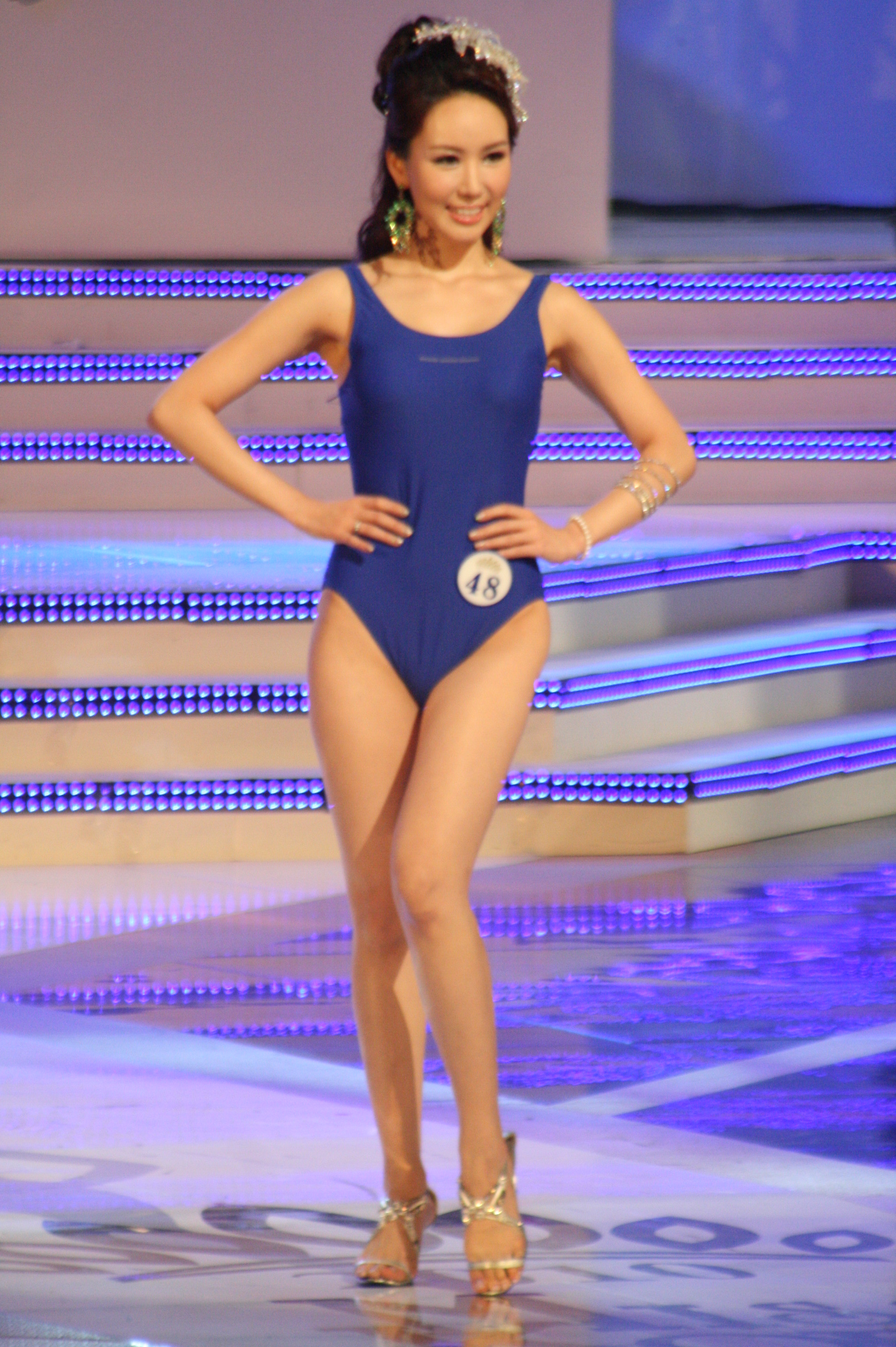
2010년 미스 충북 진 홍태영, 2010년 미스코리아 후보
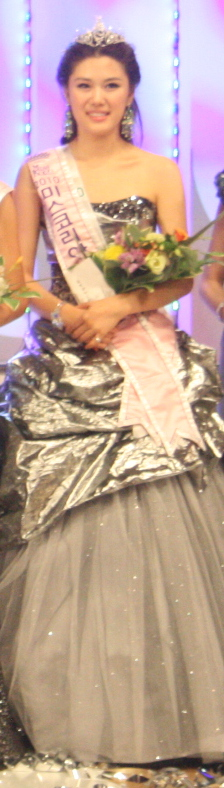
2010년 미스 충북 선 안다혜, 2010년 미스코리아 미
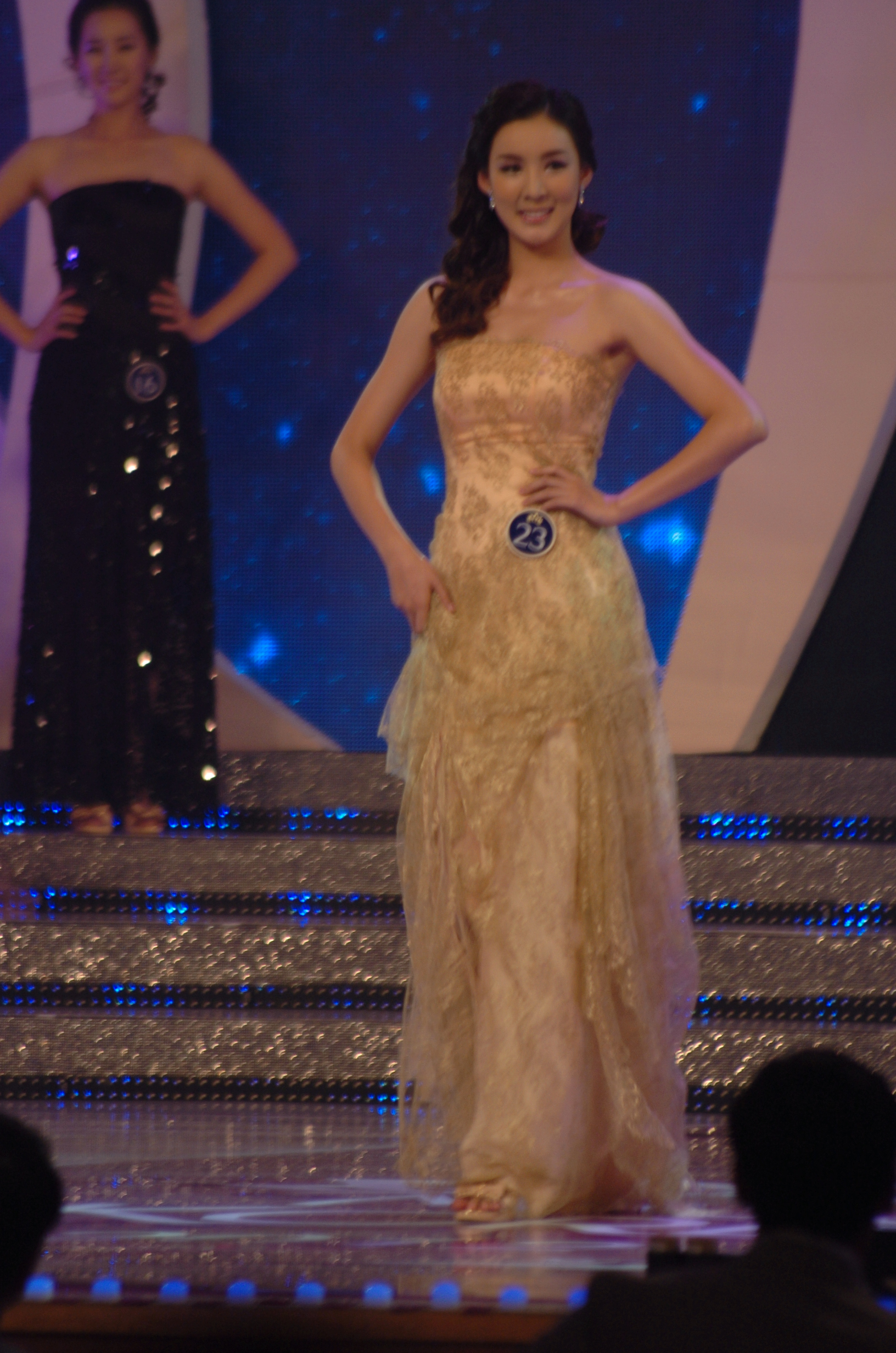
2012년 미스 충북 진 이주원, 2012년 미스코리아 후보
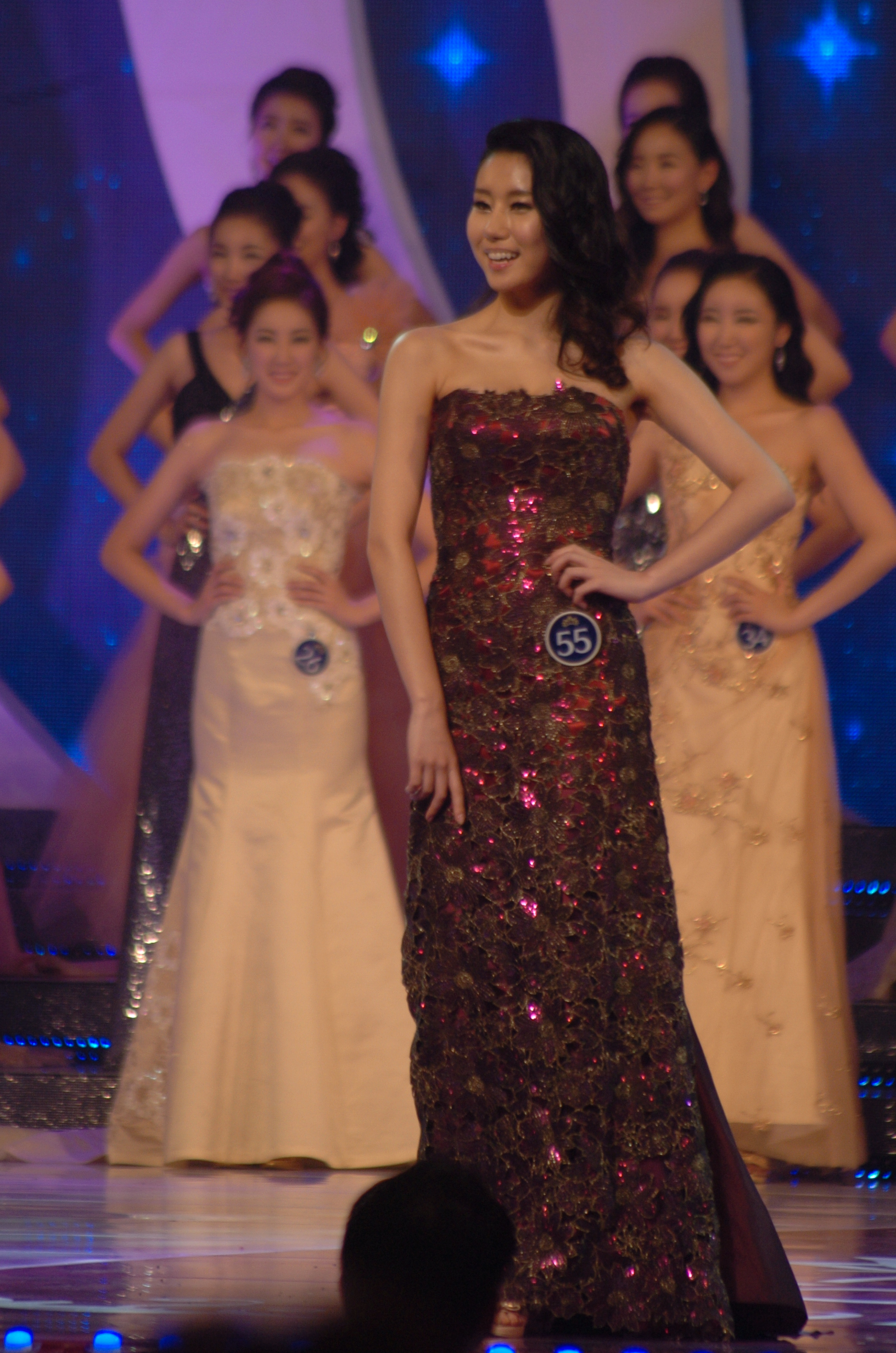
2012년 미스 충북 선 임지혜, 2012년 미스코리아 후보
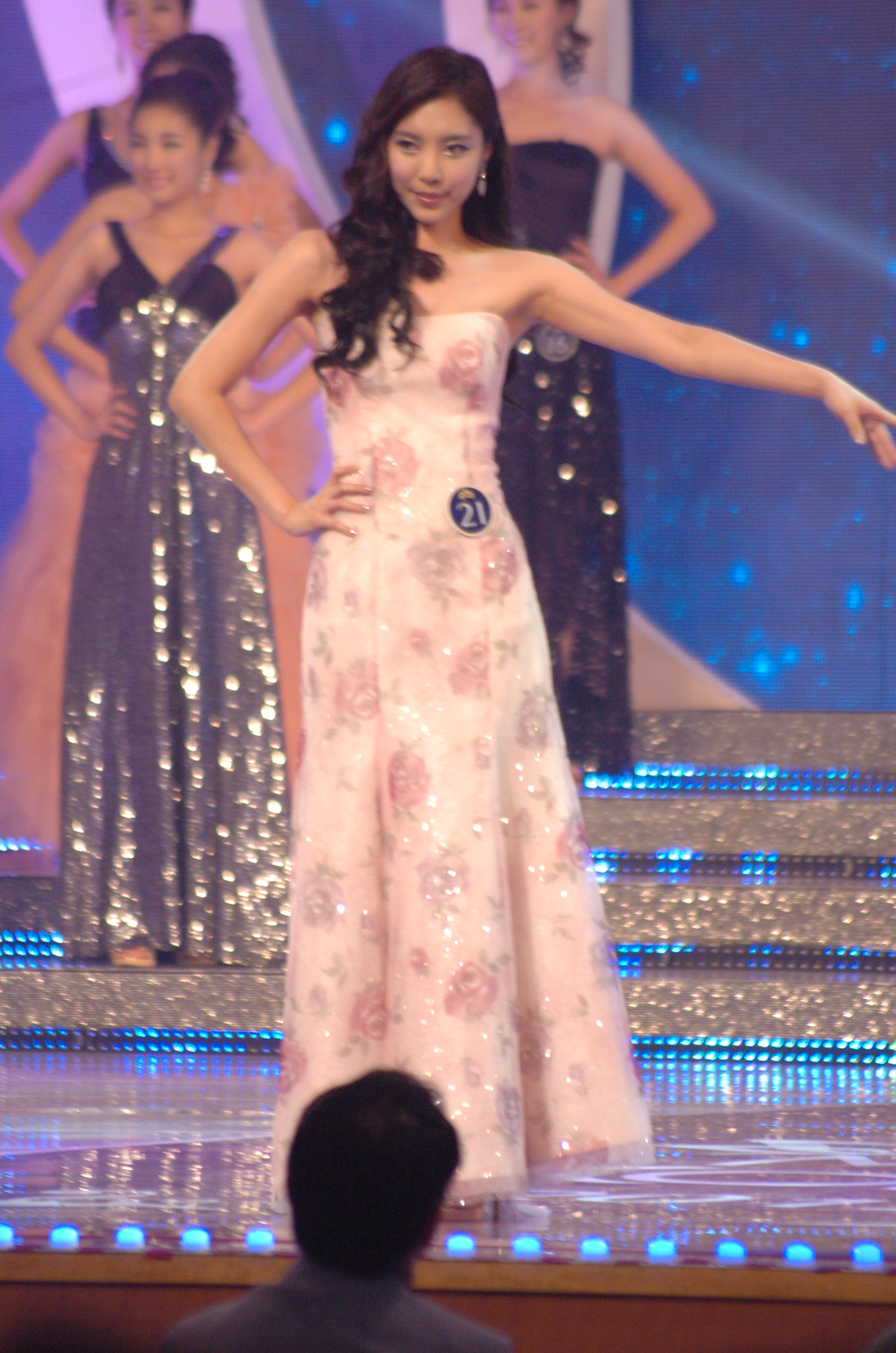
2012년 미스 충북 미 박시내, 2012년 미스코리아 후보
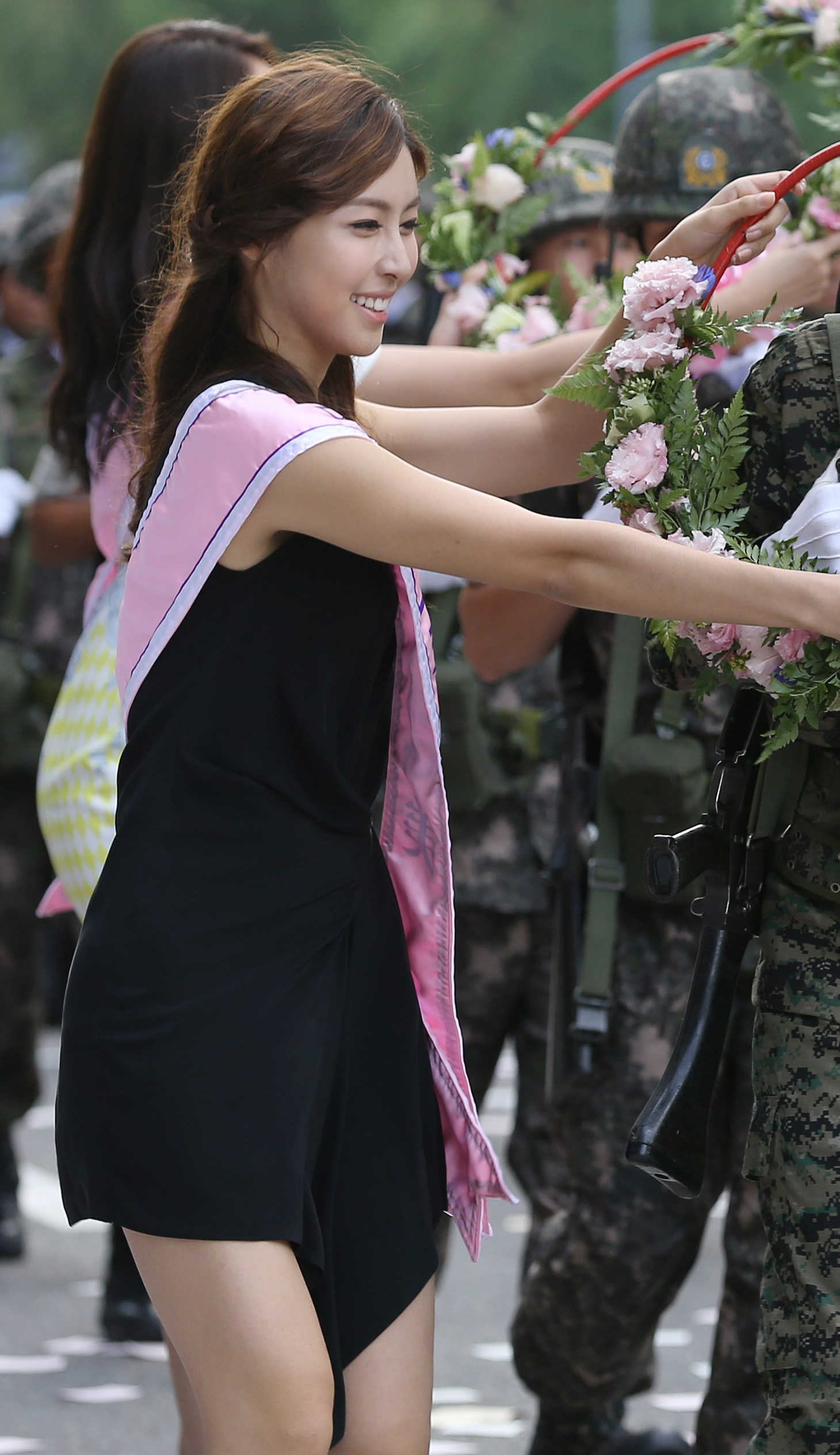
2013년 미스 충북 선 김민주, 2013년 미스코리아 미
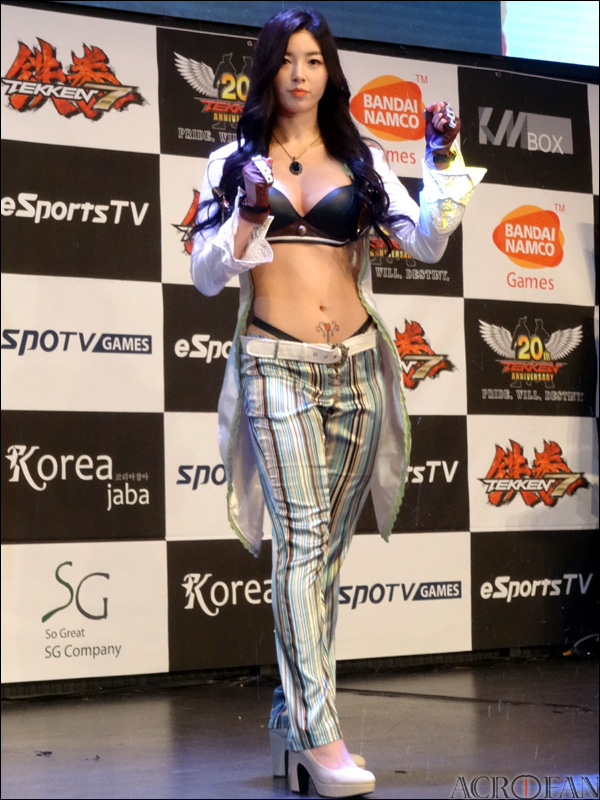
2013년 미스 충북 와인피부과성형외과 유승옥